# Guizengeard
Guizengeard és un municipi francès situat al departament del Charente i a la regió de la Nova Aquitània. L'any 2007 tenia 167 habitants.

## Demografia

### Població
El 2007 la població de fet de Guizengeard era de 167 persones. Hi havia 66 famílies de les quals 12 eren unipersonals (8 homes vivint sols i 4 dones vivint soles), 31 parelles sense fills i 23 parelles amb fills.
La població ha evolucionat segons el següent gràfic:
Habitants censats

### Habitatges
El 2007 hi havia 99 habitatges, 69 eren l'habitatge principal de la família, 10 eren segones residències i 20 estaven desocupats. Tots els 95 habitatges eren cases. Dels 69 habitatges principals, 52 estaven ocupats pels seus propietaris, 14 estaven llogats i ocupats pels llogaters i 4 estaven cedits a títol gratuït; 1 tenia una cambra, 2 en tenien dues, 13 en tenien tres, 21 en tenien quatre i 33 en tenien cinc o més. 41 habitatges disposaven pel capbaix d'una plaça de pàrquing. A 35 habitatges hi havia un automòbil i a 29 n'hi havia dos o més.

### Piràmide de població
La piràmide de població per edats i sexe el 2009 era:
| Homes | Edats   | Dones |
| ----- | ------- | ----- |
| 0     | 95 o +  | 0     |
| 1     | 90 a 94 | 0     |
| 1     | 85 a 89 | 6     |
| 2     | 80 a 84 | 0     |
| 4     | 75 a 79 | 3     |
| 6     | 70 a 74 | 5     |
| 5     | 65 a 69 | 5     |
| 7     | 60 a 64 | 6     |
| 4     | 55 a 59 | 5     |
| 4     | 50 a 54 | 5     |
| 5     | 45 a 49 | 4     |
| 7     | 40 a 44 | 6     |
| 7     | 35 a 39 | 6     |
| 4     | 30 a 34 | 9     |
| 4     | 25 a 29 | 2     |
| 3     | 20 a 24 | 2     |
| 3     | 15 a 19 | 4     |
| 5     | 10 a 14 | 5     |
| 4     | 5 a 9   | 3     |
| 1     | 0 a 4   | 2     |

## Economia
El 2007 la població en edat de treballar era de 105 persones, 79 eren actives i 26 eren inactives. De les 79 persones actives 68 estaven ocupades (40 homes i 28 dones) i 12 estaven aturades (4 homes i 8 dones). De les 26 persones inactives 10 estaven jubilades, 2 estaven estudiant i 14 estaven classificades com a «altres inactius».

### Ingressos
El 2009 a Guizengeard hi havia 63 unitats fiscals que integraven 141 persones, la mediana anual d'ingressos fiscals per persona era de 13.043 €.

### Activitats econòmiques
Dels 7 establiments que hi havia el 2007, 1 era d'una empresa extractiva, 2 d'empreses de construcció, 1 d'una empresa d'hostatgeria i restauració, 1 d'una empresa de serveis i 2 d'empreses classificades com a «altres activitats de serveis».
Dels 3 establiments de servei als particulars que hi havia el 2009, 1 era un paleta, 1 electricista i 1 perruqueria.
L'any 2000 a Guizengeard hi havia 15 explotacions agrícoles que ocupaven un total de 324 hectàrees.

## Poblacions més properes
El següent diagrama mostra les poblacions més properes.